# العشق الأخير لأرسين لوبين
العشق الأخير لأرسين لوبين، بالفرنسية Le Dernier Amour d’Arsène Lupin، رواية بوليسية من تأليف موريس لوبلان وفيها كان آخر ظهور لشخصية أرسين لوبين. الرواية كتبت حوالي 1936 لكن لم يتم نشرها إلا سنة 2012.

## ملخص الرواية
يتنكر لوبين تحت هوية "الكابتن كوكوريكو"، ويساعد الأطفال الفقراء في إحدى ضواحي باريس على مواصلة تعليمهم، لكن سرعان ما يجد نفسه في مغامرة جديدة، إذ يتحتم عليه إنقاذ إرث عائلي، يتمثل في كتاب يعود لأحد أسلافه الذي كان يعمل كجنرال لدى نابليون. هذا الكتاب يعد ذا أهمية بالغة، لدرجة أن لوبين يتورط في مواجهة مع المخابرات البريطانية.